# Invasión, insurrección
Invasión, insurrección (en hangul, 전,란; en hanja, 戰,亂; McCune-Reischauer, Chŏn, ran; literalmente, «Guerra y revolución») es una película surcoreana escrita por Shin Cheol y Park Chan-wook, dirigida por Kim Sang-man, y protagonizada por Gang Dong-won, Park Jung-min, Kim Shin-rok, Jin Seon-kyu, Jung Sung-il y Cha Seung-won. Se estrenó el 2 de octubre de 2024 como película de apertura del 29º Festival Internacional de Cine de Busan, y después, el 11 de octubre, en la plataforma Netflix.

## Sinopsis
A finales del siglo xvi, Cheon-young es el sirviente de Jong-ryeo, el único hijo de un poderoso noble que es el oficial militar más cercano al rey Seonjo. Pese a ser amo y sirviente, han crecido juntos y por eso son amigos íntimos desde la infancia. Cheon-young anhela ser manumitido y Jong-ryeo intenta ayudarlo, pero la situación se complica y su relación empeora. Cuando los esclavos de la familia de Jong-ryeo inician una rebelión y toda la familia muere, Jong-ryeo malinterpreta que Cheon-young es el instigador y jura venganza. Después los japoneses comienzan a invadir y colonizar Joseon, y los dos amigos se enfrentan, Cheon-young como soldado voluntario y Jong-ryeo como guardaespaldas del rey.

## Reparto
- Gang Dong-won como Cheon-young, un hombre con las mejores habilidades con la espada.[3][4]
- Park Jung-min como Jong-ryeo, el hijo del oficial militar de mayor rango de Joseon y el oficial militar más cercano al rey Seonjo.[5][6]
- Cha Seung-won como Seonjo, el rey de Joseon, que se refugia en el norte tras la invasión japonesa.[7]
- Kim Shin-rok como Beom-dong, una componente de la milicia civil con una fuerte voluntad, que ninguna adversidad puede doblegar.[8][9]
- Jin Seon-kyu como Kim Ja-ryeong, un noble convertido en soldado voluntario que lidera a la milicia civil en medio del caos.[10]
- Jung Sung-il como Genshin, la cruel vanguardia del ejército japonés.[11]
- Jo Han-chul como Lee Deok-hyung.
- Kim Hyun.[12]
- Kang Gil-woo.
- Lee Min-jae como el más joven del ejército de voluntarios.[13][14]
- Hwang Bo-reum-byeol como la esposa de Jong-ryeo.
- Hong Seo-jun como Lee Geuk-jo, el padre de Jong-ryeo.[15]
- Choi Dae-hoon como Gwangi.
- Kim Min-chul como el rey Gwanghaegun de joven.
- Kim Gwi-seon como el consejero de Estado de la izquierda Jeong Eon-sin.
- Song Yoo-hyun como una chamana.

## Producción
La película es una coproducción de Moho Film y Semicolon Studio, y cuenta entre sus productores con Park Chan-wook, que es además coguionista; Park declaró a este propósito que «es un trabajo cuyo guion he estado escribiendo desde 2019. Desde el principio, fue una película, no una serie». No pudo asumir la dirección debido a que estaba dirigiendo la serie de HBO El simpatizante, y por ello se hizo cargo de ella Kim Sang-man. El proyecto, un drama histórico, de acción y artes marciales, necesitaba tener una cierta escala, de modo que el apoyo económico de Netflix fue importante para el mismo. El presupuesto fue de alrededor de 30 000 millones de wones, y dicho apoyo permitió superar la falta de inversiones de las empresas nacionales que se produjo a partir de la pandemia de Covid 19. Se trata de la primera colaboración entre Park y Netflix.
El director de fotografía es Ju Sung-rim, que ganó el premio a la Mejor Fotografía en la 58.ª edición de los premios Grand Bell por su trabajo en The Roundup (2022). El director artístico fue Lee Na-gyeom (Mar de la tranquilidad), y se encargó de diseñar las armas de los personajes tras un estudio histórico. Cho Young-wook, director musical, ha colaborado con el director Park Chan-wook desde Oldboy en 2003 hasta Decision do Leave en 2022. El vestuario corrió a cargo de Cho Sang-kyung (El juego del calamar, La doncella, Along with the Gods), y el director de artes marciales fue Ryu Seong-cheol (Moving).
En el proceso de producción, durante la primavera de 2021 hubo una primera ronda de audiciones, y se pensó en Yoo Ah-in como protagonista: en mayo de ese año la agencia del actor anunció que había recibido una propuesta para aparecer en la película.
A finales de enero de 2023 algunos medios de comunicación surcoreanos informaron de que Gang Dong-won y Park Jung-min habían recibido invitaciones para protagonizar el filme y las estaban considerando. Jung Sung-il fue anunciado en febrero. En junio se distribuyeron imágenes de la lectura del guion y se añadieron los nombres de Cha Seung-won, Kim Shin-rok y Jin Seon-kyu. El rodaje comenzó el 8 de junio de 2023, y en noviembre se informó de que había terminado poco antes.
El 6 de septiembre de 2024 Netflix publicó el cartel de lanzamiento del filme y anunció la fecha del estreno; el 10 de septiembre distribuyó un primer avance de la película, que revela la amistad de los dos protagonistas cuando eran niños y lo que parece la traición de Jong-ryeo a Cheon Yeong. con el que incumple la promesa de manumisión. El 2 de octubre Netflix lanzó un nuevo avance oficial de la película, con escenas de combate a espada. El 10 se presentó la producción a la prensa en un hotel de Seúl, con la asistencia del director y los protagonistas.

## Estreno y recepción
Invasión, insurrección fue la película de apertura del 29º Festival Internacional de Cine de Busan, donde se estrenó el 2 de octubre de 2024; es la primera película producida para plataformas en línea que ha sido seleccionada como película de apertura en la historia del Festival. Nueve días después se estrenó en Netflix.

### Crítica
Diego Batlle (Otros cines) escribe que si bien la película no puede incluirse en la filmografía de Park Chan-wook, sí que contiene varios elementos que remiten a su universo, entre ellos los temas que toca y la combinación de drama y cine de género. Concluye Batlle: «Si el film extraña cierta sutileza, más matices y profundidad psicológica, lo compensa con intensas escenas bélicas (hay récord de cabezas y otros miembros cortados), vistosas coreografías de lucha cuerpo a cuerpo y algunas aisladas y bienvenidas irrupciones de humor. No será entonces “una película de” Park Chan-wook, tampoco algo cercano a una obra maestra, pero en buena parte de sus dos horas cumple y con creces».
Para David Ehrlich (Indiewire), «aunque el ex director artístico y frecuente colaborador de Park, Kim Sang-man, aporta una sed de sangre apasionante a esta saga de ritmo rápido de rebelión y traición, la difícil historia de guerra que se ve obligado a manejar no puede evitar sentirse un poco informe sin la escultura precisa de la cámara de Park. Invasión, insurrección es demasiado fácil de ver y está bien montada como para sugerir que Kim estaba destinado a fracasar, pero la película, abrumada por la gran cantidad de terreno que tiene que cubrir, retrocede hacia una convencionalidad que diluye su fuerza emocional y desmiente el estilo singular de sus mejores escenas».
Nikki Baughan (Screeen Daily) nota que en el filme «hay muchos combates violentos, a los que Kim Sang-man y el director de fotografía Ju Sung-lim aplican un enfoque meticulosamente coreografiado. La niebla arremolinada, las cámaras montadas sobre espadas y los primeros planos extremos aportan una inmediatez visceral a los frecuentes enfrentamientos, que son ejecutados de manera impresionante por el elenco». Cierra Baughan su comentario escribiendo que «desde sus imágenes nítidas hasta sus ideas de gente común que dice la verdad al poder, Invasión, insurrección es un drama de época con una sensibilidad claramente moderna».